# قلعه بصیران
قلعه بصیران مربوط به اواخر دوره صفوی - دوره قاجار است و در شهرستان خوسف، روستای بصیران واقع شده و این اثر در تاریخ ۲۳ شهریور ۱۳۸۲ با شمارهٔ ثبت ۱۰۱۸۷ به‌عنوان یکی از آثار ملی ایران به ثبت رسیده است.

## معماری قلعه
قلعه بصیران از لحاظ معماری و عناصر و اجزای تشکیل دهنده شباهت زیادی با سایر قلعه‌های دفاعی دوران قاجار در منطقه جنوب خراسان دارد. ساخت بنای این قلعه مربوط به اواخر دوره صفویه و اوایل دوره قاجاریه بوده و انطباق با اقلیم جغرافیای بیابانی، از مهم‌ترین ویِژگی‌های منحصر به فرد این قلعه است. برج‌ها، حصار، ورودی، راهروها، تالارها، اطاق‌ها و حیاط که بخشی از اجزای تخریب شده قلعه هستند؛ بخش‌های اصلی قلعه را تشکیل می‌دهند.